# Serie A 2022-2023 (calcio a 5 femminile)
La Serie A 2022-2023 è la 30ª edizione del campionato nazionale di calcio a 5 di primo livello e la 12ª assoluta della categoria. La stagione regolare è iniziata il 17 settembre 2022 per concludersi il 30 aprile 2023, prolungandosi fino al 12 giugno con la disputa dei play-off.

## Regolamento
Nonostante la Divisione Calcio a 5 avesse inizialmente fissato il numero di partecipanti a 16, le defezioni di Bisceglie e Progetto Futsal e l'assenza di domande di ripescaggio hanno ridotto l'organico a sole 14 squadre.
Al termine della stagione regolare le prime 8 della classifica parteciperanno alla fase play-off per l'assegnazione del titolo. Il numero di retrocessioni è fissato a 3, di cui due dirette e una tramite play-out, a cui parteciperanno la quartultima e la terzultima classificata (a meno che il distacco fra esse non sia maggiore o uguale 8 punti).
Nelle gare ufficiali è fatto obbligo di inserire in distinta giocatrici che abbiano compiuto il 14º anno di età, di cui almeno sei di esse deve essere formato in Italia.
Il pallone ufficiale è Tiro League Sala, fornito da Adidas.

### Criteri in caso di arrivo a pari punti
In caso di parità di punteggio fra due o più squadre al termine di un campionato, si procede alla
compilazione:
- a) dei punti conseguiti negli incontri diretti;
- b) a parità di punti, della differenza tra le reti segnate e quelle subite negli stessi incontri;
- c) della differenza fra reti segnate e subite negli incontri diretti fra le squadre interessate;
- d) della differenza fra reti segnate e subite al termine della Stagione Regolare;
- e) del maggior numero di reti segnate al termine della Stagione Regolare;
- f) del minor numero di reti subite al termine della Stagione Regolare;
- g) del maggior numero di vittorie realizzate al termine della Stagione Regolare;
- h) del minor numero di sconfitte subite al termine della Stagione Regolare;
- i) del maggior numero di vittorie esterne al termine della Stagione Regolare;
- j) del minor numero di sconfitte interne al termine della Stagione Regolare;
- k) Del sorteggio.

## Squadre partecipanti
| Club                 | Città                      | Palazzetto                                             | Stagione 2021-22                                 |
| -------------------- | -------------------------- | ------------------------------------------------------ | ------------------------------------------------ |
| Audace Verona        | San Giovanni Lupatoto (VR) | Palasport                                              | 10º in Serie A                                   |
| Falconara            | Falconara Marittima (AN)   | PalaBadiali                                            | 1º in Serie A, Campione d'Italia                 |
| Bitonto              | Bitonto (BA)               | PalaPansini (Giovinazzo, BA)                           | 4º in Serie A, quarti di finale play-off         |
| Irpinia              | Ariano Irpino (AV)         | Palasport                                              | 1º nel girone D di Serie A2                      |
| Kick Off             | Gorgonzola (MI)            | Palasport Seven Infinity                               | 9º in Serie A                                    |
| Lazio                | Roma                       | Palasport (Fiano Romano, RM)                           | 3º in Serie A, semifinale play-off               |
| Molfetta             | Molfetta (BA)              | PalaPoli                                               | 2º nel girone C di Serie A2, vincitrice play-off |
| Pelletterie Firenze  | Campi Bisenzio (FI)        | Palazzetto dello Sport (Scandicci, FI)                 | 1º nel girone B di Serie A2                      |
| Pescara              | Montesilvano (PE)          | PalaRigopiano (Pescara)                                | 2º in Serie A, finale play-off                   |
| Real Statte          | Montemesola (TA)           | Palasport                                              | 6º in Serie A, quarti di finale play-off         |
| Rovigo Orange        | Rovigo                     | Palasport San Pio X                                    | 7º in Serie A, quarti di finale play-off         |
| Tikitaka Francavilla | Chieti scalo (Chieti)      | Palazzetto dello Sport Corrado Roma (Montesilvano, PE) | 5º in Serie A, semifinale play-off               |
| V.I.P.               | San Martino di Lupari (PD) | Palasport comunale                                     | 1º nel girone A di Serie A2                      |
| Vis Fondi            | Fondi (LT)                 | Palasport                                              | 1º nel girone C di Serie A2                      |

## Stagione regolare

### Classifica
|  | Pos. | Squadra              | Pt | G  | V  | N | P  | GF  | GS  | DR   |
|  | ---- | -------------------- | -- | -- | -- | - | -- | --- | --- | ---- |
|  | 1.   | Pescara              | 68 | 26 | 21 | 5 | 0  | 97  | 33  | +64  |
|  | 2.   | Bitonto              | 68 | 26 | 22 | 2 | 2  | 157 | 43  | +114 |
|  | 3.   | Falconara            | 63 | 26 | 20 | 3 | 3  | 100 | 42  | +58  |
|  | 4.   | Tikitaka Francavilla | 61 | 26 | 19 | 4 | 3  | 117 | 50  | +67  |
|  | 5.   | Kick Off             | 45 | 26 | 14 | 3 | 9  | 98  | 85  | +13  |
|  | 6.   | Lazio                | 38 | 26 | 11 | 5 | 10 | 86  | 90  | -4   |
|  | 7.   | V.I.P.               | 32 | 26 | 8  | 8 | 10 | 76  | 93  | -17  |
|  | 8.   | Pelletterie Firenze  | 28 | 26 | 9  | 1 | 16 | 56  | 90  | -34  |
|  | 9.   | Rovigo Orange        | 27 | 26 | 7  | 6 | 13 | 67  | 72  | -5   |
|  | 10.  | Molfetta             | 27 | 26 | 8  | 3 | 15 | 52  | 84  | -32  |
|  | 11.  | Audace Verona        | 25 | 26 | 8  | 1 | 17 | 49  | 78  | -29  |
|  | 12.  | Irpinia              | 22 | 26 | 6  | 4 | 16 | 58  | 101 | -43  |
|  | 13.  | Real Statte          | 13 | 26 | 3  | 4 | 19 | 25  | 82  | -57  |
|  | 14.  | Vis Fondi            | 4  | 26 | 1  | 1 | 24 | 23  | 118 | -95  |

### Verdetti
- Bitonto campione d'Italia 2022-2023.
- Vis Fondi, Real Statte e, dopo i play-out, Irpinia retrocessi in Serie B 2023-24.
- Rovigo Orange non iscritto al campionato di Serie A 2023-24. Real Statte non iscritto al campionato di Serie B 2023-24.

### Calendario e risultati
*giocata in campo neutro causa diretta TV

| andata (1ª) | andata (1ª) | 1ª giornata                    | ritorno (14ª) | ritorno (14ª) |
|             |             |                                |               |               |
| 18 set.     | 3-6*        | Audace Verona-Bitonto          | 3-5           | 15 gen.       |
| 18 set.     | 4-1         | Falconara-Irpinia              | 4-2           | 14 gen.       |
| 18 set.     | 2-3         | Molfetta-Real Statte           | 3-0           | 15 gen.       |
| 18 set.     | 5-0*        | Kick Off-Pelletterie Firenze   | 3-4           | 15 gen.       |
| 17 set.     | 0-5         | Lazio-Pescara                  | 1-4           | 15 gen.       |
| 18 set.     | 3-3         | Rovigo Orange-V.I.P. Tombolo   | 4-5           | 15 gen.       |
| 18 set.     | 5-1         | Tikitaka Francavilla-Vis Fondi | 8-1           | 15 gen.       |

| andata (2ª) | andata (2ª) | 2ª giornata                  | ritorno (15ª) | ritorno (15ª) |
|             |             |                              |               |               |
| 2 ott.      | 2-3         | Bitonto-Falconara            | 2-2           | 22 gen.       |
| 2 ott.      | 1-3         | Pelletterie Firenze-Lazio    | 0-6           | 21 gen.       |
| 1º ott.     | 2-6         | Irpinia-Tikitaka Francavilla | 0-1           | 22 gen.       |
| 1º ott.     | 0-0         | Pescara-Rovigo Orange        | 2-1           | 22 gen.       |
| 1º ott.     | 0-1         | Real Statte-Audace Verona    | 1-3           | 22 gen.       |
| 2 ott.      | 2-0*        | V.I.P.-Molfetta              | 0-1           | 22 gen.       |
| 2 ott.      | 0-5         | Vis Fondi-Kick Off           | 0-8           | 22 gen.       |

| andata (1ª) | andata (1ª) | 1ª giornata                    | ritorno (14ª) | ritorno (14ª) |
|             |             |                                |               |               |
| 18 set.     | 3-6*        | Audace Verona-Bitonto          | 3-5           | 15 gen.       |
| 18 set.     | 4-1         | Falconara-Irpinia              | 4-2           | 14 gen.       |
| 18 set.     | 2-3         | Molfetta-Real Statte           | 3-0           | 15 gen.       |
| 18 set.     | 5-0*        | Kick Off-Pelletterie Firenze   | 3-4           | 15 gen.       |
| 17 set.     | 0-5         | Lazio-Pescara                  | 1-4           | 15 gen.       |
| 18 set.     | 3-3         | Rovigo Orange-V.I.P. Tombolo   | 4-5           | 15 gen.       |
| 18 set.     | 5-1         | Tikitaka Francavilla-Vis Fondi | 8-1           | 15 gen.       |

| andata (2ª) | andata (2ª) | 2ª giornata                  | ritorno (15ª) | ritorno (15ª) |
|             |             |                              |               |               |
| 2 ott.      | 2-3         | Bitonto-Falconara            | 2-2           | 22 gen.       |
| 2 ott.      | 1-3         | Pelletterie Firenze-Lazio    | 0-6           | 21 gen.       |
| 1º ott.     | 2-6         | Irpinia-Tikitaka Francavilla | 0-1           | 22 gen.       |
| 1º ott.     | 0-0         | Pescara-Rovigo Orange        | 2-1           | 22 gen.       |
| 1º ott.     | 0-1         | Real Statte-Audace Verona    | 1-3           | 22 gen.       |
| 2 ott.      | 2-0*        | V.I.P.-Molfetta              | 0-1           | 22 gen.       |
| 2 ott.      | 0-5         | Vis Fondi-Kick Off           | 0-8           | 22 gen.       |

| andata (3ª) | andata (3ª) | 3ª giornata                   | ritorno (16ª) | ritorno (16ª) |
|             |             |                               |               |               |
| 9 ott.      | 3-0         | Audace Verona-Vis Fondi       | 6-0           | 28 gen.       |
| 8 ott.      | 10-0        | Bitonto-Irpinia               | 6-3           | 28 gen.       |
| 9 ott.      | 3-0*        | Falconara-Pelletterie Firenze | 5-2           | 29 gen.       |
| 9 ott.      | 2-2         | Kick Off-V.I.P.               | 6-6           | 29 gen.       |
| 8 ott.      | 3-6         | Lazio-Molfetta                | 3-3           | 29 gen.       |
| 8 ott.      | 2-2         | Rovigo Orange-Real Statte     | 4-0           | 29 gen.       |
| 9 ott.      | 2-2         | Tikitaka Francavilla-Pescara  | 2-2           | 28 gen.       |

| andata (4ª) | andata (4ª) | 4ª giornata                              | ritorno (17ª) | ritorno (17ª) |
|             |             |                                          |               |               |
| 30 ott.     | 3-5         | Pelletterie Firenze-Tikitaka Francavilla | 3-2           | 5 feb.        |
| 30 ott.     | 1-1         | Molfetta-Rovigo Orange                   | 1-5           | 5 feb.        |
| 30 ott.     | 3-0         | Irpinia-Audace Verona                    | 1-5           | 5 feb.        |
| 30 ott.     | 2-1         | Pescara-Kick Off                         | 1-0           | 5 feb.        |
| 29 ott.     | 0-1         | Real Statte-Bitonto                      | 1-4           | 5 feb.        |
| 30 ott.     | 2-2         | V.I.P.-Lazio                             | 5-6           | 4 feb.        |
| 30 ott.     | 0-5         | Vis Fondi-Falconara                      | 1-7           | 5 feb.        |

| andata (3ª) | andata (3ª) | 3ª giornata                   | ritorno (16ª) | ritorno (16ª) |
|             |             |                               |               |               |
| 9 ott.      | 3-0         | Audace Verona-Vis Fondi       | 6-0           | 28 gen.       |
| 8 ott.      | 10-0        | Bitonto-Irpinia               | 6-3           | 28 gen.       |
| 9 ott.      | 3-0*        | Falconara-Pelletterie Firenze | 5-2           | 29 gen.       |
| 9 ott.      | 2-2         | Kick Off-V.I.P.               | 6-6           | 29 gen.       |
| 8 ott.      | 3-6         | Lazio-Molfetta                | 3-3           | 29 gen.       |
| 8 ott.      | 2-2         | Rovigo Orange-Real Statte     | 4-0           | 29 gen.       |
| 9 ott.      | 2-2         | Tikitaka Francavilla-Pescara  | 2-2           | 28 gen.       |

| andata (4ª) | andata (4ª) | 4ª giornata                              | ritorno (17ª) | ritorno (17ª) |
|             |             |                                          |               |               |
| 30 ott.     | 3-5         | Pelletterie Firenze-Tikitaka Francavilla | 3-2           | 5 feb.        |
| 30 ott.     | 1-1         | Molfetta-Rovigo Orange                   | 1-5           | 5 feb.        |
| 30 ott.     | 3-0         | Irpinia-Audace Verona                    | 1-5           | 5 feb.        |
| 30 ott.     | 2-1         | Pescara-Kick Off                         | 1-0           | 5 feb.        |
| 29 ott.     | 0-1         | Real Statte-Bitonto                      | 1-4           | 5 feb.        |
| 30 ott.     | 2-2         | V.I.P.-Lazio                             | 5-6           | 4 feb.        |
| 30 ott.     | 0-5         | Vis Fondi-Falconara                      | 1-7           | 5 feb.        |

| andata (5ª) | andata (5ª) | 5ª giornata                   | ritorno (18ª) | ritorno (18ª) |
|             |             |                               |               |               |
| 6 nov.      | 0-5         | Audace Verona-Pescara         | 0-2           | 12 feb.       |
| 6 nov.      | 5-1         | Bitonto-Pelletterie Firenze   | 5-0           | 11 feb.       |
| 6 nov.      | 7-2         | Falconara-V.I.P.              | 4-3           | 12 feb.       |
| 6 nov.      | 3-2         | Irpinia-Vis Fondi             | 2-1           | 12 feb.       |
| 6 nov.      | 3-2         | Kick Off-Rovigo Orange        | 4-3*          | 12 feb.       |
| 6 nov.      | 6-1         | Lazio-Real Statte             | 6-3           | 11 feb.       |
| 6 nov.      | 9-4         | Tikitaka Francavilla-Molfetta | 4-4           | 12 feb.       |

| andata (6ª) | andata (6ª) | 6ª giornata                       | ritorno (19ª) | ritorno (19ª) |
|             |             |                                   |               |               |
| 13 nov.     | 4-2         | Pelletterie Firenze-Audace Verona | 2-5*          | 19 feb.       |
| 13 nov.     | 1-2         | Molfetta-Kick Off                 | 1-8           | 19 feb.       |
| 13 nov.     | 3-0         | Pescara-Falconara                 | 4-1           | 19 feb.       |
| 12 nov.     | 2-2         | Real Statte-Irpinia               | 0-4           | 19 feb.       |
| 13 nov.     | 1-4*        | Rovigo Orange-Lazio               | 2-2           | 18 feb.       |
| 13 nov.     | 2-7         | V.I.P.-Tikitaka Francavilla       | 1-4*          | 19 feb.       |
| 13 nov.     | 0-6         | Vis Fondi-Bitonto                 | 0-11          | 19 feb.       |

| andata (5ª) | andata (5ª) | 5ª giornata                   | ritorno (18ª) | ritorno (18ª) |
|             |             |                               |               |               |
| 6 nov.      | 0-5         | Audace Verona-Pescara         | 0-2           | 12 feb.       |
| 6 nov.      | 5-1         | Bitonto-Pelletterie Firenze   | 5-0           | 11 feb.       |
| 6 nov.      | 7-2         | Falconara-V.I.P.              | 4-3           | 12 feb.       |
| 6 nov.      | 3-2         | Irpinia-Vis Fondi             | 2-1           | 12 feb.       |
| 6 nov.      | 3-2         | Kick Off-Rovigo Orange        | 4-3*          | 12 feb.       |
| 6 nov.      | 6-1         | Lazio-Real Statte             | 6-3           | 11 feb.       |
| 6 nov.      | 9-4         | Tikitaka Francavilla-Molfetta | 4-4           | 12 feb.       |

| andata (6ª) | andata (6ª) | 6ª giornata                       | ritorno (19ª) | ritorno (19ª) |
|             |             |                                   |               |               |
| 13 nov.     | 4-2         | Pelletterie Firenze-Audace Verona | 2-5*          | 19 feb.       |
| 13 nov.     | 1-2         | Molfetta-Kick Off                 | 1-8           | 19 feb.       |
| 13 nov.     | 3-0         | Pescara-Falconara                 | 4-1           | 19 feb.       |
| 12 nov.     | 2-2         | Real Statte-Irpinia               | 0-4           | 19 feb.       |
| 13 nov.     | 1-4*        | Rovigo Orange-Lazio               | 2-2           | 18 feb.       |
| 13 nov.     | 2-7         | V.I.P.-Tikitaka Francavilla       | 1-4*          | 19 feb.       |
| 13 nov.     | 0-6         | Vis Fondi-Bitonto                 | 0-11          | 19 feb.       |

| andata (7ª) | andata (7ª) | 7ª giornata                   | ritorno (20ª) | ritorno (20ª) |
|             |             |                               |               |               |
| 19 nov.     | 3-2         | Audace Verona-Molfetta        | 0-3           | 25 feb.       |
| 20 nov.     | 7-1         | Bitonto-V.I.P.                | 12-2          | 26 feb.       |
| 20 nov.     | 5-2         | Falconara-Rovigo Orange       | 4-1           | 26 feb.       |
| 19 nov.     | 0-4         | Irpinia-Pescara               | 3-5           | 25 feb.       |
| 20 nov.     | 5-2*        | Kick Off-Real Statte          | 3-0           | 25 feb.       |
| 20 nov.     | 3-1         | Tikitaka Francavilla-Lazio    | 5-0           | 26 feb.       |
| 20 nov.     | 0-2         | Vis Fondi-Pelletterie Firenze | 2-5           | 26 feb.       |

| andata (8ª) | andata (8ª) | 8ª giornata                        | ritorno (21ª) | ritorno (21ª) |
|             |             |                                    |               |               |
| 27 nov.     | 7-3         | Pelletterie Firenze-Irpinia        | 0-3           | 5 mar.        |
| 27 nov.     | 0-3         | Molfetta-Falconara                 | 1-3           | 5 mar.        |
| 27 nov.     | 6-9         | Lazio-Kick Off                     | 6-8*          | 5 mar.        |
| 26 nov.     | 3-3         | Pescara-Bitonto                    | 3-2           | 5 mar.        |
| 26 nov.     | 0-0         | Real Statte-Vis Fondi              | 2-0           | 5 mar.        |
| 27 nov.     | 2-4         | Rovigo Orange-Tikitaka Francavilla | 3-4           | 5 mar.        |
| 27 nov.     | 1-2         | V.I.P.-Audace Verona               | 2-2           | 5 mar.        |

| andata (7ª) | andata (7ª) | 7ª giornata                   | ritorno (20ª) | ritorno (20ª) |
|             |             |                               |               |               |
| 19 nov.     | 3-2         | Audace Verona-Molfetta        | 0-3           | 25 feb.       |
| 20 nov.     | 7-1         | Bitonto-V.I.P.                | 12-2          | 26 feb.       |
| 20 nov.     | 5-2         | Falconara-Rovigo Orange       | 4-1           | 26 feb.       |
| 19 nov.     | 0-4         | Irpinia-Pescara               | 3-5           | 25 feb.       |
| 20 nov.     | 5-2*        | Kick Off-Real Statte          | 3-0           | 25 feb.       |
| 20 nov.     | 3-1         | Tikitaka Francavilla-Lazio    | 5-0           | 26 feb.       |
| 20 nov.     | 0-2         | Vis Fondi-Pelletterie Firenze | 2-5           | 26 feb.       |

| andata (8ª) | andata (8ª) | 8ª giornata                        | ritorno (21ª) | ritorno (21ª) |
|             |             |                                    |               |               |
| 27 nov.     | 7-3         | Pelletterie Firenze-Irpinia        | 0-3           | 5 mar.        |
| 27 nov.     | 0-3         | Molfetta-Falconara                 | 1-3           | 5 mar.        |
| 27 nov.     | 6-9         | Lazio-Kick Off                     | 6-8*          | 5 mar.        |
| 26 nov.     | 3-3         | Pescara-Bitonto                    | 3-2           | 5 mar.        |
| 26 nov.     | 0-0         | Real Statte-Vis Fondi              | 2-0           | 5 mar.        |
| 27 nov.     | 2-4         | Rovigo Orange-Tikitaka Francavilla | 3-4           | 5 mar.        |
| 27 nov.     | 1-2         | V.I.P.-Audace Verona               | 2-2           | 5 mar.        |

| andata (9ª) | andata (9ª) | 9ª giornata                      | ritorno (22ª) | ritorno (22ª) |
|             |             |                                  |               |               |
| 4 dic.      | 1-4         | Audace Verona-Lazio              | 3-4           | 11 mar.       |
| 4 dic.      | 6-2         | Bitonto-Rovigo Orange            | 8-2           | 12 mar.       |
| 4 dic.      | 4-5         | Pelletterie Firenze-Pescara      | 1-6           | 11 mar.       |
| 4 dic.      | 7-0         | Falconara-Kick Off               | 5-2           | 12 mar.       |
| 4 dic.      | 3-2         | Irpinia-Molfetta                 | 2-3           | 12 mar.       |
| 4 dic.      | 5-0         | Tikitaka Francavilla-Real Statte | 7-0           | 22 mar.       |
| 4 dic.      | 1-2         | Vis Fondi-V.I.P.                 | 4-6           | 12 mar.       |

| andata (10ª) | andata (10ª) | 10ª giornata                    | ritorno (23ª) | ritorno (23ª) |
|              |              |                                 |               |               |
| 8 dic.       | 2-8          | Molfetta-Bitonto                | 2-9           | 25 mar.       |
| 8 dic.       | 0-6          | Kick Off-Tikitaka Francavilla   | 2-4           | 26 mar.       |
| 7 dic.       | 1-1          | Lazio-Falconara                 | 3-7           | 26 mar.       |
| 8 dic.       | 2-1          | Pescara-Vis Fondi               | 10-2          | 26 mar.       |
| 6 dic.       | 1-2          | Real Statte-Pelletterie Firenze | 1-0           | 26 mar.       |
| 7 dic.       | 4-0          | Rovigo Orange-Audace Verona     | 2-1           | 26 mar.       |
| 8 dic.       | 9-3          | V.I.P.-Irpinia                  | 1-1           | 26 mar.       |

| andata (9ª) | andata (9ª) | 9ª giornata                      | ritorno (22ª) | ritorno (22ª) |
|             |             |                                  |               |               |
| 4 dic.      | 1-4         | Audace Verona-Lazio              | 3-4           | 11 mar.       |
| 4 dic.      | 6-2         | Bitonto-Rovigo Orange            | 8-2           | 12 mar.       |
| 4 dic.      | 4-5         | Pelletterie Firenze-Pescara      | 1-6           | 11 mar.       |
| 4 dic.      | 7-0         | Falconara-Kick Off               | 5-2           | 12 mar.       |
| 4 dic.      | 3-2         | Irpinia-Molfetta                 | 2-3           | 12 mar.       |
| 4 dic.      | 5-0         | Tikitaka Francavilla-Real Statte | 7-0           | 22 mar.       |
| 4 dic.      | 1-2         | Vis Fondi-V.I.P.                 | 4-6           | 12 mar.       |

| andata (10ª) | andata (10ª) | 10ª giornata                    | ritorno (23ª) | ritorno (23ª) |
|              |              |                                 |               |               |
| 8 dic.       | 2-8          | Molfetta-Bitonto                | 2-9           | 25 mar.       |
| 8 dic.       | 0-6          | Kick Off-Tikitaka Francavilla   | 2-4           | 26 mar.       |
| 7 dic.       | 1-1          | Lazio-Falconara                 | 3-7           | 26 mar.       |
| 8 dic.       | 2-1          | Pescara-Vis Fondi               | 10-2          | 26 mar.       |
| 6 dic.       | 1-2          | Real Statte-Pelletterie Firenze | 1-0           | 26 mar.       |
| 7 dic.       | 4-0          | Rovigo Orange-Audace Verona     | 2-1           | 26 mar.       |
| 8 dic.       | 9-3          | V.I.P.-Irpinia                  | 1-1           | 26 mar.       |

| andata (11ª) | andata (11ª) | 11ª giornata                   | ritorno (24ª) | ritorno (24ª) |
|              |              |                                |               |               |
| 11 dic.      | 0-2          | Audace Verona-Kick Off         | 0-2           | 2 apr.        |
| 11 dic.      | 7-2          | Bitonto-Lazio                  | 5-2           | 1º apr.       |
| 11 dic.      | 3-6          | Pelletterie Firenze-V.I.P.     | 1-4           | 2 apr.        |
| 11 gen.      | 1-4          | Falconara-Tikitaka Francavilla | 3-3           | 2 apr.        |
| 10 dic.      | 0-1          | Irpinia-Rovigo Orange          | 1-5           | 2 apr.        |
| 11 gen.      | 3-0          | Pescara-Real Statte            | 8-2           | 2 apr.        |
| 11 dic.      | 1-3          | Vis Fondi-Molfetta             | 1-2*          | 2 apr.        |

| andata (12ª) | andata (12ª) | 12ª giornata                      | ritorno (25ª) | ritorno (25ª) |
|              |              |                                   |               |               |
| 18 gen.      | 4-1          | Falconara-Audace Verona           | 5-1           | 16 apr.       |
| 18 dic.      | 2-6          | Molfetta-Pescara                  | 0-2           | 16 apr.       |
| 18 dic.      | 5-5          | Kick Off-Irpinia                  | 10-4          | 16 apr.       |
| 17 dic.      | 4-0          | Lazio-Vis Fondi                   | 3-1           | 16 apr.       |
| 18 dic.      | 4-4          | Rovigo Orange-Pelletterie Firenze | 3-4           | 16 apr.       |
| 18 dic.      | 3-7          | Tikitaka Francavilla-Bitonto      | 0-2           | 16 apr.       |
| 18 dic.      | 2-2          | V.I.P.-Real Statte                | 2-1           | 16 apr.       |

| andata (11ª) | andata (11ª) | 11ª giornata                   | ritorno (24ª) | ritorno (24ª) |
|              |              |                                |               |               |
| 11 dic.      | 0-2          | Audace Verona-Kick Off         | 0-2           | 2 apr.        |
| 11 dic.      | 7-2          | Bitonto-Lazio                  | 5-2           | 1º apr.       |
| 11 dic.      | 3-6          | Pelletterie Firenze-V.I.P.     | 1-4           | 2 apr.        |
| 11 gen.      | 1-4          | Falconara-Tikitaka Francavilla | 3-3           | 2 apr.        |
| 10 dic.      | 0-1          | Irpinia-Rovigo Orange          | 1-5           | 2 apr.        |
| 11 gen.      | 3-0          | Pescara-Real Statte            | 8-2           | 2 apr.        |
| 11 dic.      | 1-3          | Vis Fondi-Molfetta             | 1-2*          | 2 apr.        |

| andata (12ª) | andata (12ª) | 12ª giornata                      | ritorno (25ª) | ritorno (25ª) |
|              |              |                                   |               |               |
| 18 gen.      | 4-1          | Falconara-Audace Verona           | 5-1           | 16 apr.       |
| 18 dic.      | 2-6          | Molfetta-Pescara                  | 0-2           | 16 apr.       |
| 18 dic.      | 5-5          | Kick Off-Irpinia                  | 10-4          | 16 apr.       |
| 17 dic.      | 4-0          | Lazio-Vis Fondi                   | 3-1           | 16 apr.       |
| 18 dic.      | 4-4          | Rovigo Orange-Pelletterie Firenze | 3-4           | 16 apr.       |
| 18 dic.      | 3-7          | Tikitaka Francavilla-Bitonto      | 0-2           | 16 apr.       |
| 18 dic.      | 2-2          | V.I.P.-Real Statte                | 2-1           | 16 apr.       |

| \| andata (13ª) \| andata (13ª) \| 13ª giornata \| ritorno (26ª) \| ritorno (26ª) \| \| \| \| \| \| \| \| 8 gen. \| 3-11 \| Audace Verona-Tikitaka Francavilla \| 1-3 \| 30 apr. \| \| 6 gen. \| 6-1 \| Bitonto-Kick Off \| 12-2 \| 30 apr. \| \| 8 gen. \| 1-0 \| Pelletterie Firenze-Molfetta \| 2-3 \| 30 apr. \| \| 8 gen. \| 3-4 \| Irpinia-Lazio \| 4-4 \| 30 apr. \| \| 7 gen. \| 5-2 \| Pescara-V.I.P. \| 3-3 \| 30 apr. \| \| 7 gen. \| 0-3 \| Real Statte-Falconara \| 1-4 \| 30 apr. \| \| 8 gen. \| 0-5 \| Vis Fondi-Rovigo Orange \| 4-3 \| 30 apr. \| |              |                                    |               |               |
| andata (13ª) | andata (13ª) | 13ª giornata                       | ritorno (26ª) | ritorno (26ª) |
| |              |                                    |               |               |
| 8 gen. | 3-11         | Audace Verona-Tikitaka Francavilla | 1-3           | 30 apr.       |
| 6 gen. | 6-1          | Bitonto-Kick Off                   | 12-2          | 30 apr.       |
| 8 gen. | 1-0          | Pelletterie Firenze-Molfetta       | 2-3           | 30 apr.       |
| 8 gen. | 3-4          | Irpinia-Lazio                      | 4-4           | 30 apr.       |
| 7 gen. | 5-2          | Pescara-V.I.P.                     | 3-3           | 30 apr.       |
| 7 gen. | 0-3          | Real Statte-Falconara              | 1-4           | 30 apr.       |
| 8 gen. | 0-5          | Vis Fondi-Rovigo Orange            | 4-3           | 30 apr.       |

| andata (13ª) | andata (13ª) | 13ª giornata                       | ritorno (26ª) | ritorno (26ª) |
|              |              |                                    |               |               |
| 8 gen.       | 3-11         | Audace Verona-Tikitaka Francavilla | 1-3           | 30 apr.       |
| 6 gen.       | 6-1          | Bitonto-Kick Off                   | 12-2          | 30 apr.       |
| 8 gen.       | 1-0          | Pelletterie Firenze-Molfetta       | 2-3           | 30 apr.       |
| 8 gen.       | 3-4          | Irpinia-Lazio                      | 4-4           | 30 apr.       |
| 7 gen.       | 5-2          | Pescara-V.I.P.                     | 3-3           | 30 apr.       |
| 7 gen.       | 0-3          | Real Statte-Falconara              | 1-4           | 30 apr.       |
| 8 gen.       | 0-5          | Vis Fondi-Rovigo Orange            | 4-3           | 30 apr.       |

| andata (1ª) | andata (1ª) | 1ª giornata                    | ritorno (14ª) | ritorno (14ª) |
|             |             |                                |               |               |
| 18 set.     | 3-6*        | Audace Verona-Bitonto          | 3-5           | 15 gen.       |
| 18 set.     | 4-1         | Falconara-Irpinia              | 4-2           | 14 gen.       |
| 18 set.     | 2-3         | Molfetta-Real Statte           | 3-0           | 15 gen.       |
| 18 set.     | 5-0*        | Kick Off-Pelletterie Firenze   | 3-4           | 15 gen.       |
| 17 set.     | 0-5         | Lazio-Pescara                  | 1-4           | 15 gen.       |
| 18 set.     | 3-3         | Rovigo Orange-V.I.P. Tombolo   | 4-5           | 15 gen.       |
| 18 set.     | 5-1         | Tikitaka Francavilla-Vis Fondi | 8-1           | 15 gen.       |

| andata (2ª) | andata (2ª) | 2ª giornata                  | ritorno (15ª) | ritorno (15ª) |
|             |             |                              |               |               |
| 2 ott.      | 2-3         | Bitonto-Falconara            | 2-2           | 22 gen.       |
| 2 ott.      | 1-3         | Pelletterie Firenze-Lazio    | 0-6           | 21 gen.       |
| 1º ott.     | 2-6         | Irpinia-Tikitaka Francavilla | 0-1           | 22 gen.       |
| 1º ott.     | 0-0         | Pescara-Rovigo Orange        | 2-1           | 22 gen.       |
| 1º ott.     | 0-1         | Real Statte-Audace Verona    | 1-3           | 22 gen.       |
| 2 ott.      | 2-0*        | V.I.P.-Molfetta              | 0-1           | 22 gen.       |
| 2 ott.      | 0-5         | Vis Fondi-Kick Off           | 0-8           | 22 gen.       |

| andata (1ª) | andata (1ª) | 1ª giornata                    | ritorno (14ª) | ritorno (14ª) |
|             |             |                                |               |               |
| 18 set.     | 3-6*        | Audace Verona-Bitonto          | 3-5           | 15 gen.       |
| 18 set.     | 4-1         | Falconara-Irpinia              | 4-2           | 14 gen.       |
| 18 set.     | 2-3         | Molfetta-Real Statte           | 3-0           | 15 gen.       |
| 18 set.     | 5-0*        | Kick Off-Pelletterie Firenze   | 3-4           | 15 gen.       |
| 17 set.     | 0-5         | Lazio-Pescara                  | 1-4           | 15 gen.       |
| 18 set.     | 3-3         | Rovigo Orange-V.I.P. Tombolo   | 4-5           | 15 gen.       |
| 18 set.     | 5-1         | Tikitaka Francavilla-Vis Fondi | 8-1           | 15 gen.       |

| andata (2ª) | andata (2ª) | 2ª giornata                  | ritorno (15ª) | ritorno (15ª) |
|             |             |                              |               |               |
| 2 ott.      | 2-3         | Bitonto-Falconara            | 2-2           | 22 gen.       |
| 2 ott.      | 1-3         | Pelletterie Firenze-Lazio    | 0-6           | 21 gen.       |
| 1º ott.     | 2-6         | Irpinia-Tikitaka Francavilla | 0-1           | 22 gen.       |
| 1º ott.     | 0-0         | Pescara-Rovigo Orange        | 2-1           | 22 gen.       |
| 1º ott.     | 0-1         | Real Statte-Audace Verona    | 1-3           | 22 gen.       |
| 2 ott.      | 2-0*        | V.I.P.-Molfetta              | 0-1           | 22 gen.       |
| 2 ott.      | 0-5         | Vis Fondi-Kick Off           | 0-8           | 22 gen.       |

| andata (3ª) | andata (3ª) | 3ª giornata                   | ritorno (16ª) | ritorno (16ª) |
|             |             |                               |               |               |
| 9 ott.      | 3-0         | Audace Verona-Vis Fondi       | 6-0           | 28 gen.       |
| 8 ott.      | 10-0        | Bitonto-Irpinia               | 6-3           | 28 gen.       |
| 9 ott.      | 3-0*        | Falconara-Pelletterie Firenze | 5-2           | 29 gen.       |
| 9 ott.      | 2-2         | Kick Off-V.I.P.               | 6-6           | 29 gen.       |
| 8 ott.      | 3-6         | Lazio-Molfetta                | 3-3           | 29 gen.       |
| 8 ott.      | 2-2         | Rovigo Orange-Real Statte     | 4-0           | 29 gen.       |
| 9 ott.      | 2-2         | Tikitaka Francavilla-Pescara  | 2-2           | 28 gen.       |

| andata (4ª) | andata (4ª) | 4ª giornata                              | ritorno (17ª) | ritorno (17ª) |
|             |             |                                          |               |               |
| 30 ott.     | 3-5         | Pelletterie Firenze-Tikitaka Francavilla | 3-2           | 5 feb.        |
| 30 ott.     | 1-1         | Molfetta-Rovigo Orange                   | 1-5           | 5 feb.        |
| 30 ott.     | 3-0         | Irpinia-Audace Verona                    | 1-5           | 5 feb.        |
| 30 ott.     | 2-1         | Pescara-Kick Off                         | 1-0           | 5 feb.        |
| 29 ott.     | 0-1         | Real Statte-Bitonto                      | 1-4           | 5 feb.        |
| 30 ott.     | 2-2         | V.I.P.-Lazio                             | 5-6           | 4 feb.        |
| 30 ott.     | 0-5         | Vis Fondi-Falconara                      | 1-7           | 5 feb.        |

| andata (3ª) | andata (3ª) | 3ª giornata                   | ritorno (16ª) | ritorno (16ª) |
|             |             |                               |               |               |
| 9 ott.      | 3-0         | Audace Verona-Vis Fondi       | 6-0           | 28 gen.       |
| 8 ott.      | 10-0        | Bitonto-Irpinia               | 6-3           | 28 gen.       |
| 9 ott.      | 3-0*        | Falconara-Pelletterie Firenze | 5-2           | 29 gen.       |
| 9 ott.      | 2-2         | Kick Off-V.I.P.               | 6-6           | 29 gen.       |
| 8 ott.      | 3-6         | Lazio-Molfetta                | 3-3           | 29 gen.       |
| 8 ott.      | 2-2         | Rovigo Orange-Real Statte     | 4-0           | 29 gen.       |
| 9 ott.      | 2-2         | Tikitaka Francavilla-Pescara  | 2-2           | 28 gen.       |

| andata (4ª) | andata (4ª) | 4ª giornata                              | ritorno (17ª) | ritorno (17ª) |
|             |             |                                          |               |               |
| 30 ott.     | 3-5         | Pelletterie Firenze-Tikitaka Francavilla | 3-2           | 5 feb.        |
| 30 ott.     | 1-1         | Molfetta-Rovigo Orange                   | 1-5           | 5 feb.        |
| 30 ott.     | 3-0         | Irpinia-Audace Verona                    | 1-5           | 5 feb.        |
| 30 ott.     | 2-1         | Pescara-Kick Off                         | 1-0           | 5 feb.        |
| 29 ott.     | 0-1         | Real Statte-Bitonto                      | 1-4           | 5 feb.        |
| 30 ott.     | 2-2         | V.I.P.-Lazio                             | 5-6           | 4 feb.        |
| 30 ott.     | 0-5         | Vis Fondi-Falconara                      | 1-7           | 5 feb.        |

| andata (5ª) | andata (5ª) | 5ª giornata                   | ritorno (18ª) | ritorno (18ª) |
|             |             |                               |               |               |
| 6 nov.      | 0-5         | Audace Verona-Pescara         | 0-2           | 12 feb.       |
| 6 nov.      | 5-1         | Bitonto-Pelletterie Firenze   | 5-0           | 11 feb.       |
| 6 nov.      | 7-2         | Falconara-V.I.P.              | 4-3           | 12 feb.       |
| 6 nov.      | 3-2         | Irpinia-Vis Fondi             | 2-1           | 12 feb.       |
| 6 nov.      | 3-2         | Kick Off-Rovigo Orange        | 4-3*          | 12 feb.       |
| 6 nov.      | 6-1         | Lazio-Real Statte             | 6-3           | 11 feb.       |
| 6 nov.      | 9-4         | Tikitaka Francavilla-Molfetta | 4-4           | 12 feb.       |

| andata (6ª) | andata (6ª) | 6ª giornata                       | ritorno (19ª) | ritorno (19ª) |
|             |             |                                   |               |               |
| 13 nov.     | 4-2         | Pelletterie Firenze-Audace Verona | 2-5*          | 19 feb.       |
| 13 nov.     | 1-2         | Molfetta-Kick Off                 | 1-8           | 19 feb.       |
| 13 nov.     | 3-0         | Pescara-Falconara                 | 4-1           | 19 feb.       |
| 12 nov.     | 2-2         | Real Statte-Irpinia               | 0-4           | 19 feb.       |
| 13 nov.     | 1-4*        | Rovigo Orange-Lazio               | 2-2           | 18 feb.       |
| 13 nov.     | 2-7         | V.I.P.-Tikitaka Francavilla       | 1-4*          | 19 feb.       |
| 13 nov.     | 0-6         | Vis Fondi-Bitonto                 | 0-11          | 19 feb.       |

| andata (5ª) | andata (5ª) | 5ª giornata                   | ritorno (18ª) | ritorno (18ª) |
|             |             |                               |               |               |
| 6 nov.      | 0-5         | Audace Verona-Pescara         | 0-2           | 12 feb.       |
| 6 nov.      | 5-1         | Bitonto-Pelletterie Firenze   | 5-0           | 11 feb.       |
| 6 nov.      | 7-2         | Falconara-V.I.P.              | 4-3           | 12 feb.       |
| 6 nov.      | 3-2         | Irpinia-Vis Fondi             | 2-1           | 12 feb.       |
| 6 nov.      | 3-2         | Kick Off-Rovigo Orange        | 4-3*          | 12 feb.       |
| 6 nov.      | 6-1         | Lazio-Real Statte             | 6-3           | 11 feb.       |
| 6 nov.      | 9-4         | Tikitaka Francavilla-Molfetta | 4-4           | 12 feb.       |

| andata (6ª) | andata (6ª) | 6ª giornata                       | ritorno (19ª) | ritorno (19ª) |
|             |             |                                   |               |               |
| 13 nov.     | 4-2         | Pelletterie Firenze-Audace Verona | 2-5*          | 19 feb.       |
| 13 nov.     | 1-2         | Molfetta-Kick Off                 | 1-8           | 19 feb.       |
| 13 nov.     | 3-0         | Pescara-Falconara                 | 4-1           | 19 feb.       |
| 12 nov.     | 2-2         | Real Statte-Irpinia               | 0-4           | 19 feb.       |
| 13 nov.     | 1-4*        | Rovigo Orange-Lazio               | 2-2           | 18 feb.       |
| 13 nov.     | 2-7         | V.I.P.-Tikitaka Francavilla       | 1-4*          | 19 feb.       |
| 13 nov.     | 0-6         | Vis Fondi-Bitonto                 | 0-11          | 19 feb.       |

| andata (7ª) | andata (7ª) | 7ª giornata                   | ritorno (20ª) | ritorno (20ª) |
|             |             |                               |               |               |
| 19 nov.     | 3-2         | Audace Verona-Molfetta        | 0-3           | 25 feb.       |
| 20 nov.     | 7-1         | Bitonto-V.I.P.                | 12-2          | 26 feb.       |
| 20 nov.     | 5-2         | Falconara-Rovigo Orange       | 4-1           | 26 feb.       |
| 19 nov.     | 0-4         | Irpinia-Pescara               | 3-5           | 25 feb.       |
| 20 nov.     | 5-2*        | Kick Off-Real Statte          | 3-0           | 25 feb.       |
| 20 nov.     | 3-1         | Tikitaka Francavilla-Lazio    | 5-0           | 26 feb.       |
| 20 nov.     | 0-2         | Vis Fondi-Pelletterie Firenze | 2-5           | 26 feb.       |

| andata (8ª) | andata (8ª) | 8ª giornata                        | ritorno (21ª) | ritorno (21ª) |
|             |             |                                    |               |               |
| 27 nov.     | 7-3         | Pelletterie Firenze-Irpinia        | 0-3           | 5 mar.        |
| 27 nov.     | 0-3         | Molfetta-Falconara                 | 1-3           | 5 mar.        |
| 27 nov.     | 6-9         | Lazio-Kick Off                     | 6-8*          | 5 mar.        |
| 26 nov.     | 3-3         | Pescara-Bitonto                    | 3-2           | 5 mar.        |
| 26 nov.     | 0-0         | Real Statte-Vis Fondi              | 2-0           | 5 mar.        |
| 27 nov.     | 2-4         | Rovigo Orange-Tikitaka Francavilla | 3-4           | 5 mar.        |
| 27 nov.     | 1-2         | V.I.P.-Audace Verona               | 2-2           | 5 mar.        |

| andata (7ª) | andata (7ª) | 7ª giornata                   | ritorno (20ª) | ritorno (20ª) |
|             |             |                               |               |               |
| 19 nov.     | 3-2         | Audace Verona-Molfetta        | 0-3           | 25 feb.       |
| 20 nov.     | 7-1         | Bitonto-V.I.P.                | 12-2          | 26 feb.       |
| 20 nov.     | 5-2         | Falconara-Rovigo Orange       | 4-1           | 26 feb.       |
| 19 nov.     | 0-4         | Irpinia-Pescara               | 3-5           | 25 feb.       |
| 20 nov.     | 5-2*        | Kick Off-Real Statte          | 3-0           | 25 feb.       |
| 20 nov.     | 3-1         | Tikitaka Francavilla-Lazio    | 5-0           | 26 feb.       |
| 20 nov.     | 0-2         | Vis Fondi-Pelletterie Firenze | 2-5           | 26 feb.       |

| andata (8ª) | andata (8ª) | 8ª giornata                        | ritorno (21ª) | ritorno (21ª) |
|             |             |                                    |               |               |
| 27 nov.     | 7-3         | Pelletterie Firenze-Irpinia        | 0-3           | 5 mar.        |
| 27 nov.     | 0-3         | Molfetta-Falconara                 | 1-3           | 5 mar.        |
| 27 nov.     | 6-9         | Lazio-Kick Off                     | 6-8*          | 5 mar.        |
| 26 nov.     | 3-3         | Pescara-Bitonto                    | 3-2           | 5 mar.        |
| 26 nov.     | 0-0         | Real Statte-Vis Fondi              | 2-0           | 5 mar.        |
| 27 nov.     | 2-4         | Rovigo Orange-Tikitaka Francavilla | 3-4           | 5 mar.        |
| 27 nov.     | 1-2         | V.I.P.-Audace Verona               | 2-2           | 5 mar.        |

| andata (9ª) | andata (9ª) | 9ª giornata                      | ritorno (22ª) | ritorno (22ª) |
|             |             |                                  |               |               |
| 4 dic.      | 1-4         | Audace Verona-Lazio              | 3-4           | 11 mar.       |
| 4 dic.      | 6-2         | Bitonto-Rovigo Orange            | 8-2           | 12 mar.       |
| 4 dic.      | 4-5         | Pelletterie Firenze-Pescara      | 1-6           | 11 mar.       |
| 4 dic.      | 7-0         | Falconara-Kick Off               | 5-2           | 12 mar.       |
| 4 dic.      | 3-2         | Irpinia-Molfetta                 | 2-3           | 12 mar.       |
| 4 dic.      | 5-0         | Tikitaka Francavilla-Real Statte | 7-0           | 22 mar.       |
| 4 dic.      | 1-2         | Vis Fondi-V.I.P.                 | 4-6           | 12 mar.       |

| andata (10ª) | andata (10ª) | 10ª giornata                    | ritorno (23ª) | ritorno (23ª) |
|              |              |                                 |               |               |
| 8 dic.       | 2-8          | Molfetta-Bitonto                | 2-9           | 25 mar.       |
| 8 dic.       | 0-6          | Kick Off-Tikitaka Francavilla   | 2-4           | 26 mar.       |
| 7 dic.       | 1-1          | Lazio-Falconara                 | 3-7           | 26 mar.       |
| 8 dic.       | 2-1          | Pescara-Vis Fondi               | 10-2          | 26 mar.       |
| 6 dic.       | 1-2          | Real Statte-Pelletterie Firenze | 1-0           | 26 mar.       |
| 7 dic.       | 4-0          | Rovigo Orange-Audace Verona     | 2-1           | 26 mar.       |
| 8 dic.       | 9-3          | V.I.P.-Irpinia                  | 1-1           | 26 mar.       |

| andata (9ª) | andata (9ª) | 9ª giornata                      | ritorno (22ª) | ritorno (22ª) |
|             |             |                                  |               |               |
| 4 dic.      | 1-4         | Audace Verona-Lazio              | 3-4           | 11 mar.       |
| 4 dic.      | 6-2         | Bitonto-Rovigo Orange            | 8-2           | 12 mar.       |
| 4 dic.      | 4-5         | Pelletterie Firenze-Pescara      | 1-6           | 11 mar.       |
| 4 dic.      | 7-0         | Falconara-Kick Off               | 5-2           | 12 mar.       |
| 4 dic.      | 3-2         | Irpinia-Molfetta                 | 2-3           | 12 mar.       |
| 4 dic.      | 5-0         | Tikitaka Francavilla-Real Statte | 7-0           | 22 mar.       |
| 4 dic.      | 1-2         | Vis Fondi-V.I.P.                 | 4-6           | 12 mar.       |

| andata (10ª) | andata (10ª) | 10ª giornata                    | ritorno (23ª) | ritorno (23ª) |
|              |              |                                 |               |               |
| 8 dic.       | 2-8          | Molfetta-Bitonto                | 2-9           | 25 mar.       |
| 8 dic.       | 0-6          | Kick Off-Tikitaka Francavilla   | 2-4           | 26 mar.       |
| 7 dic.       | 1-1          | Lazio-Falconara                 | 3-7           | 26 mar.       |
| 8 dic.       | 2-1          | Pescara-Vis Fondi               | 10-2          | 26 mar.       |
| 6 dic.       | 1-2          | Real Statte-Pelletterie Firenze | 1-0           | 26 mar.       |
| 7 dic.       | 4-0          | Rovigo Orange-Audace Verona     | 2-1           | 26 mar.       |
| 8 dic.       | 9-3          | V.I.P.-Irpinia                  | 1-1           | 26 mar.       |

| andata (11ª) | andata (11ª) | 11ª giornata                   | ritorno (24ª) | ritorno (24ª) |
|              |              |                                |               |               |
| 11 dic.      | 0-2          | Audace Verona-Kick Off         | 0-2           | 2 apr.        |
| 11 dic.      | 7-2          | Bitonto-Lazio                  | 5-2           | 1º apr.       |
| 11 dic.      | 3-6          | Pelletterie Firenze-V.I.P.     | 1-4           | 2 apr.        |
| 11 gen.      | 1-4          | Falconara-Tikitaka Francavilla | 3-3           | 2 apr.        |
| 10 dic.      | 0-1          | Irpinia-Rovigo Orange          | 1-5           | 2 apr.        |
| 11 gen.      | 3-0          | Pescara-Real Statte            | 8-2           | 2 apr.        |
| 11 dic.      | 1-3          | Vis Fondi-Molfetta             | 1-2*          | 2 apr.        |

| andata (12ª) | andata (12ª) | 12ª giornata                      | ritorno (25ª) | ritorno (25ª) |
|              |              |                                   |               |               |
| 18 gen.      | 4-1          | Falconara-Audace Verona           | 5-1           | 16 apr.       |
| 18 dic.      | 2-6          | Molfetta-Pescara                  | 0-2           | 16 apr.       |
| 18 dic.      | 5-5          | Kick Off-Irpinia                  | 10-4          | 16 apr.       |
| 17 dic.      | 4-0          | Lazio-Vis Fondi                   | 3-1           | 16 apr.       |
| 18 dic.      | 4-4          | Rovigo Orange-Pelletterie Firenze | 3-4           | 16 apr.       |
| 18 dic.      | 3-7          | Tikitaka Francavilla-Bitonto      | 0-2           | 16 apr.       |
| 18 dic.      | 2-2          | V.I.P.-Real Statte                | 2-1           | 16 apr.       |

| andata (11ª) | andata (11ª) | 11ª giornata                   | ritorno (24ª) | ritorno (24ª) |
|              |              |                                |               |               |
| 11 dic.      | 0-2          | Audace Verona-Kick Off         | 0-2           | 2 apr.        |
| 11 dic.      | 7-2          | Bitonto-Lazio                  | 5-2           | 1º apr.       |
| 11 dic.      | 3-6          | Pelletterie Firenze-V.I.P.     | 1-4           | 2 apr.        |
| 11 gen.      | 1-4          | Falconara-Tikitaka Francavilla | 3-3           | 2 apr.        |
| 10 dic.      | 0-1          | Irpinia-Rovigo Orange          | 1-5           | 2 apr.        |
| 11 gen.      | 3-0          | Pescara-Real Statte            | 8-2           | 2 apr.        |
| 11 dic.      | 1-3          | Vis Fondi-Molfetta             | 1-2*          | 2 apr.        |

| andata (12ª) | andata (12ª) | 12ª giornata                      | ritorno (25ª) | ritorno (25ª) |
|              |              |                                   |               |               |
| 18 gen.      | 4-1          | Falconara-Audace Verona           | 5-1           | 16 apr.       |
| 18 dic.      | 2-6          | Molfetta-Pescara                  | 0-2           | 16 apr.       |
| 18 dic.      | 5-5          | Kick Off-Irpinia                  | 10-4          | 16 apr.       |
| 17 dic.      | 4-0          | Lazio-Vis Fondi                   | 3-1           | 16 apr.       |
| 18 dic.      | 4-4          | Rovigo Orange-Pelletterie Firenze | 3-4           | 16 apr.       |
| 18 dic.      | 3-7          | Tikitaka Francavilla-Bitonto      | 0-2           | 16 apr.       |
| 18 dic.      | 2-2          | V.I.P.-Real Statte                | 2-1           | 16 apr.       |

| \| andata (13ª) \| andata (13ª) \| 13ª giornata \| ritorno (26ª) \| ritorno (26ª) \| \| \| \| \| \| \| \| 8 gen. \| 3-11 \| Audace Verona-Tikitaka Francavilla \| 1-3 \| 30 apr. \| \| 6 gen. \| 6-1 \| Bitonto-Kick Off \| 12-2 \| 30 apr. \| \| 8 gen. \| 1-0 \| Pelletterie Firenze-Molfetta \| 2-3 \| 30 apr. \| \| 8 gen. \| 3-4 \| Irpinia-Lazio \| 4-4 \| 30 apr. \| \| 7 gen. \| 5-2 \| Pescara-V.I.P. \| 3-3 \| 30 apr. \| \| 7 gen. \| 0-3 \| Real Statte-Falconara \| 1-4 \| 30 apr. \| \| 8 gen. \| 0-5 \| Vis Fondi-Rovigo Orange \| 4-3 \| 30 apr. \| |              |                                    |               |               |
| andata (13ª) | andata (13ª) | 13ª giornata                       | ritorno (26ª) | ritorno (26ª) |
| |              |                                    |               |               |
| 8 gen. | 3-11         | Audace Verona-Tikitaka Francavilla | 1-3           | 30 apr.       |
| 6 gen. | 6-1          | Bitonto-Kick Off                   | 12-2          | 30 apr.       |
| 8 gen. | 1-0          | Pelletterie Firenze-Molfetta       | 2-3           | 30 apr.       |
| 8 gen. | 3-4          | Irpinia-Lazio                      | 4-4           | 30 apr.       |
| 7 gen. | 5-2          | Pescara-V.I.P.                     | 3-3           | 30 apr.       |
| 7 gen. | 0-3          | Real Statte-Falconara              | 1-4           | 30 apr.       |
| 8 gen. | 0-5          | Vis Fondi-Rovigo Orange            | 4-3           | 30 apr.       |

| andata (13ª) | andata (13ª) | 13ª giornata                       | ritorno (26ª) | ritorno (26ª) |
|              |              |                                    |               |               |
| 8 gen.       | 3-11         | Audace Verona-Tikitaka Francavilla | 1-3           | 30 apr.       |
| 6 gen.       | 6-1          | Bitonto-Kick Off                   | 12-2          | 30 apr.       |
| 8 gen.       | 1-0          | Pelletterie Firenze-Molfetta       | 2-3           | 30 apr.       |
| 8 gen.       | 3-4          | Irpinia-Lazio                      | 4-4           | 30 apr.       |
| 7 gen.       | 5-2          | Pescara-V.I.P.                     | 3-3           | 30 apr.       |
| 7 gen.       | 0-3          | Real Statte-Falconara              | 1-4           | 30 apr.       |
| 8 gen.       | 0-5          | Vis Fondi-Rovigo Orange            | 4-3           | 30 apr.       |

### Statistiche

#### Capoliste solitarie
|    | —— | ——        | ——        | ——        | ——                   | ——                   | ——                   | ——                   | ——                   | ——    | ——  | ——  | ——  | ——  | ——  | ——      | ——      | ——      | ——      | ——      | ——      | ——      | ——      | ——      | ——  | —— |  |
|    |    | Falconara | Falconara | Falconara | Tikitaka Francavilla | Tikitaka Francavilla | Tikitaka Francavilla | Tikitaka Francavilla | Tikitaka Francavilla | [ 7 ] | FB  |     |     | TF  |     | Bitonto | Bitonto | Bitonto | Bitonto | Pescara | Pescara | Pescara | Pescara | Pescara |     |    |  |
|    |    |           |           |           |                      |                      |                      |                      |                      |       |     |     |     |     |     |         |         |         |         |         |         |         |         |         |     |    |  |
|    |    |           |           |           |                      |                      |                      |                      |                      |       |     |     |     |     |     |         |         |         |         |         |         |         |         |         |     |    |  |
| 1ª | 2ª | 3ª        | 4ª        | 5ª        | 6ª                   | 7ª                   | 8ª                   | 9ª                   | 10ª                  | 11ª   | 12ª | 13ª | 14ª | 15ª | 16ª | 17ª     | 18ª     | 19ª     | 20ª     | 21ª     | 22ª     | 23ª     | 24ª     | 25ª     | 26ª |    |  |

#### Classifica marcatori
| Gol |  |  | Giocatore                | Squadra              |
| --- |  |  | ------------------------ | -------------------- |
| 50  |  |  | Luciléia                 | Bitonto              |
| 42  |  |  | Renatinha                | Bitonto              |
| 38  |  |  | Tampa                    | Tikitaka Francavilla |
| 34  |  |  | Alessia Grieco           | Lazio                |
| 26  |  |  | Debora Vanin             | Tikitaka Francavilla |
| 25  |  |  | Rafaela Dal'maz          | Falconara            |
| 25  |  |  | Diana Santos             | Bitonto              |
| 23  |  |  | Madeleine Stegius        | Kick Off             |
| 21  |  |  | Sara Boutimah            | Pescara              |
| 19  |  |  | Nathalia Rozo            | Falconara            |
| 19  |  |  | Gaby Vanelli             | Kick Off             |
| 18  |  |  | Tomislava Matijevic      | Irpinia              |
| 17  |  |  | Jessica Troiano          | V.I.P.               |
| 16  |  |  | Simone da Costa          | Kick Off             |
| 16  |  |  | Ana Rivera               | Pelletterie Firenze  |
| 14  |  |  | Brenda de Souza Bettioli | Tikitaka Francavilla |
| 14  |  |  | Dayane Rocha             | Rovigo Orange        |

| Gol |  |  | Giocatore                  | Squadra              |
| --- |  |  | -------------------------- | -------------------- |
| 13  |  |  | Federica Belli             | Pescara              |
| 13  |  |  | Georgia Fernandes Balardin | V.I.P.               |
| 13  |  |  | Leticia Martín Cortés      | Tikitaka Francavilla |
| 13  |  |  | Cintia Pereira             | Rovigo Orange        |
| 13  |  |  | Isabel De Outerio Pereira  | Falconara            |
| 12  |  |  | Carolina Cenedese          | Bitonto              |
| 12  |  |  | Sara Iturriaga             | Rovigo Orange        |
| 12  |  |  | Sabrina Marchese           | Lazio                |
| 12  |  |  | Bruna Marcon               | Real Statte          |
| 12  |  |  | Silvia Praticò             | Falconara            |
| 12  |  |  | Andreia Salvador           | V.I.P.               |
| 11  |  |  | Erika Ferrara              | Falconara            |
| 11  |  |  | Greta Ghilardi             | Kick Off             |
| 11  |  |  | Vanessa Jimenez            | V.I.P.               |
| 11  |  |  | Brenda Moreira             | Irpinia              |

#### Record
- Maggior numero di vittorie: Bitonto (22)
- Minor numero di vittorie: Vis Fondi (1)
- Maggior numero di pareggi: V.I.P. (8)
- Minor numero di pareggi: Audace Verona, Pelletterie Firenze, Vis Fondi (1)
- Maggior numero di sconfitte: Vis Fondi (24)
- Minor numero di sconfitte: Pescara (0)
- Miglior attacco: Bitonto (157)
- Peggior attacco: Vis Fondi (23)
- Miglior difesa: Pescara (33)
- Peggior difesa: Vis Fondi (118)
- Miglior differenza reti: Bitonto (+114)
- Peggior differenza reti: Vis Fondi (-95)
- Miglior serie positiva: Pescara (1ª-10ª, 12ª-13ª, 11ª, 14ª-26ª) (26)
- Maggior numero di vittorie consecutive: Pescara (17ª-25ª) (9)
- Maggior numero di sconfitte consecutive: Vis Fondi (9ª-25ª) (17)
- Partita con maggiore scarto di gol: Bitonto-Vis Fondi 11-0 (19ª) (11)
- Partita con più reti: Lazio-Kick Off 6-9 (8ª) (15)
- Maggior numero di reti in una giornata: 22ª (53)
- Minor numero di reti in una giornata: 2ª (25)

## Play-off

### Regolamento
Per assegnare il titolo di campione d'Italia verranno disputati i play-off, a cui partecipano le prime 8 classificate della regular season.
Tutti i turni sono svolti al meglio delle tre gare, la prima in casa della peggiore classificata al termine della Stagione Regolare, mentre la seconda e l'eventuale gara-3 si svolgeranno in casa della meglio classificata. In caso di parità al termine di ciascuna gara verranno giocati due tempi supplementari di 5', al termine dei quali, in caso di ulteriore parità, si procederà con l'effettuazione dei tiri di rigore, in modo che ogni gara abbia un vincitore

### Squadre qualificate
| 1 | Pescara              | 5 | Kick Off            |
| 2 | Bitonto              | 6 | Lazio               |
| 3 | Falconara            | 7 | V.I.P.              |
| 4 | Tikitaka Francavilla | 8 | Pelletterie Firenze |

### Tabellone
|  | Quarti di finale | Quarti di finale     | Quarti di finale | Quarti di finale | Quarti di finale |  |  | Semifinali | Semifinali           | Semifinali | Semifinali | Semifinali |   |   | Finale | Finale               | Finale | Finale | Finale |  |
|  |                  |                      |                  |                  |                  |  |  |            |                      |            |            |            |   |   |        |                      |        |        |        |  |
|  | 1                | Pescara              | 4                | 8                | -                |  |  |            |                      |            |            |            |   |   |        |                      |        |        |        |  |
|  | 8                | Pelletterie Firenze  | 0                | 0                | -                |  |  | 1          | Pescara              | 0          | 3 (1)      | -          |   |   |        |                      |        |        |        |  |
|  | 4                | Tikitaka Francavilla | 5                | 6                | -                |  |  | 4          | Tikitaka Francavilla | 3          | 3 (3)      | -          |   |   |        |                      |        |        |        |  |
|  | 5                | Kick Off             | 2                | 4                | -                |  |  |            |                      |            |            |            |   |   | 4      | Tikitaka Francavilla | 2      | 2      | 2      |  |
|  | 3                | Falconara            | 8                | 7                | -                |  |  |            |                      |            | Bitonto    | 4          | 1 | 6 |        |                      |        |        |        |  |
|  | 6                | Lazio                | 3                | 2                | -                |  |  | 3          | Falconara            | 2          | 3          | 5          |   |   |        |                      |        |        |        |  |
|  | 2                | Bitonto              | 5                | 4                | -                |  |  | 2          | Bitonto              | 3          | 2          | 7 (dts)    |   |   |        |                      |        |        |        |  |
|  | 7                | V.I.P.               | 2                | 0                | -                |  |  |            |                      |            |            |            |   |   |        |                      |        |        |        |  |

### Risultati

#### Quarti di finale

##### Gara 1
| Arbitri: | Andrea Cini (Perugia) Mario Certa (Marsala) Fabio Pozzobon (Treviso) |
| Crono:   | Giacomo Voltarel (Treviso)                                           |

|                                        |           |                                                                    |
| Cenedese 2'20'’ (aut.) Troiano 25'25'’ | Marcatori | 2'10'’, 2'56'’, 4'16'’ Luciléia 15'56'’ Mansueto 22'49'’ Renatinha |

| Arbitri: | Davide Plutino (Reggio Emilia) Elena Lunardi (Padova) Martina Piccolo (Padova) |
| Crono:   | Nicola Lacrimini (Città di Castello)                                           |

|  |           |                                                        |
|  | Marcatori | 3'13'’ Elpidio 29'08'’ Belli 34'45'’, 38'46'’ Boutimah |

| Arbitri: | Gennaro Cefalà (Lamezia Terme) Francesco Saverio Mancuso (Lamezia Terme) Simone Zanfino (Agropoli) |
| Crono:   | Andrea Antonio Basile (Torino)                                                                     |

|                           |           |                                                               |
| da Costa 14'34'’, 14'51'’ | Marcatori | 7'53'’, 20'33'’ Tampa 13'13'’, 38'13'’ Bettioli 21'28'’ Vanin |

| Arbitri: | Massimo Seminara (Palermo) Francesco Sgueglia (Finale Emilia) Angelo Bottini (Roma 1) |
| Crono:   | Andrea Seminara (Tivoli)                                                              |

|                                              |           | |
| Beita 9'50'’ Siclari 33'52'’ Vázquez 37'31'’ | Marcatori | 0'44'’, 32'22'’ Rozo 4'30'’ Dal'maz 13'25'’ Isa Pereira 13'55'’ Praticò 19'53'’, 27'20'’ Ferrara 35'32'’ Taty |

##### Gara 2
| Arbitri: | Angelo Bottini (Roma 1) Michele Desogus (Cagliari) Alex Iannuzzi (Roma 1) |
| Crono:   | Marco Moro (Latina)                                                       |

|                                                                            |           |                                                                 |
| Vanin 9'42'’ Bertè 12'02'’ Tampa 13'48'’ Bettioli 22'13'’, 37'27'’, 38'00’ | Marcatori | 14'00'’ Bovo 22'32'’ Vanelli 34'11'’ Bortolini 37'11'’ da Costa |

| Arbitri: | Pasquale Crocifoglio (Napoli) Gianluca Rutolo (Chieti) Davide Plutino (Reggio Emilia) |
| Crono:   | Francesco Sgueglia (Finale Emilia)                                                    |

|                                                                                           |           |                                |
| Taty 11'41'’, 18'38'’, 33'25'’ Rozo 16'58'’ Tainã 33'15'’ Praticò 35'39'’ Ferrara 38'49'’ | Marcatori | 19'13'’ Grieco 36'52'’ Vázquez |

| Arbitri: | Daniele Biondo (Varese) Walter Suelotto (Bassano del Grappa) Antonio Dimundo (Molfetta) |
| Crono:   | Fabio Maria Malandra (Avezzano)                                                         |

| |           |  |
| Belli 9'26'’, 20'11'’, 22'14'’, 34'53'’ Elpidio 12'28'’ Soldevilla 26'32'’ Boutimah 28'19'’, 29'18'’ | Marcatori |  |

| Arbitri: | Luca Serfilippi (Pesaro) Gennaro Cefalà (Lamezia Terme) Luca Petrillo (Catanzaro) |
| Crono:   | Saverio Carone (Bari)                                                             |

|                                                   |           |  |
| Cenedese 0'43'’, 6'03'’ Mansueto 11'15'’, 28'54'’ | Marcatori |  |

#### Semifinali

##### Gara 1
| Arbitri: | Chiara Perona (Biella) Emilio Romano (Nola) Stefano Mestieri (Finale Emilia) |
| Crono:   | Luca Serfilippi (Pesaro)                                                     |

|                           |           |                                            |
| Rozo 3'35'’ Tainã 29'16'’ | Marcatori | 11'30'’, 37'27'’ Cenedese 38'12'’ Luciléia |

| Arbitri: | Simone Zanfino (Agropoli) Antonio Dimundo (Molfetta) Andrea Cini (Perugia) |
| Crono:   | Nicola Lacrimini (Città di Castello)                                       |

|                                      |           |  |
| Tampa 20'27'’, 36'16'’ Vanin 36'40'’ | Marcatori |  |

##### Gara 2
| Arbitri: | Giulio Colombin (Bassano del Grappa) Paolo De Lorenzo (Brindisi) Luca Di Battista (Avezzano) |
| Crono:   | Gianluca Rutolo (Chieti)                                                                     |

|                                         |                      |                                                  |
| D'Incecco 2'59'’ Belli 12'02'’, 39'54'’ | Marcatori            | 4'22'’ Vanin 37'57'’ Tampa 39'59'’ (aut.) Borges |
| Manieri Belli Ortega Soldevilla         | Tiri di rigore 1 – 3 | Vanin Tampa Xhaxho Bertè                         |

| Arbitri: | Nicola Maria Manzione (Salerno) Domenico Di Micco (Cinisello Balsamo) Saverio Carone (Bari) |
| Crono:   | Antonio Dimundo (Molfetta)                                                                  |

|                                     |           |                                          |
| Castagnaro 9'14'’ Renatinha 23'42'’ | Marcatori | 2'53'’, 35'40'’ Rozo 39'36'’ Isa Pereira |

##### Gara 3
| Arbitri: | Marco Moro (Latina) Andrea Cini (Perugia) Dario Pezzuto (Lecce) |
| Crono:   | Giovanni Losacco (Bari)                                         |

|                                                                                      |           |                                                                     |
| Renatinha 6'54'’, 38'13'’, 38'44'’, 39'08'’, 48'03'’ Mansueto 11'11'’ Santos 41'06'’ | Marcatori | 10'54'’, 14'07'’ Rozo 11'56'’ Ferrara 28'41'’ Tainã 32'39'’ Dal'maz |

#### Finale

##### Gara 1
| Arbitri: | Andrea Colombo (Modena) Fabio Pozzobon (Treviso) Stefano Mestieri (Finale Emilia) |
| Crono:   | Davide Plutino (Reggio Emilia)                                                    |

|                                |           |                                                             |
| Tampa 19'56'’ Bettioli 20'05'’ | Marcatori | 9'18'’, 25'39'’ Santos 21'12'’ Renatinha 39'55'’ Castagnaro |

##### Gara 2
| Arbitri: | Alex Iannuzzi (Roma 1) Davide De Ninno (Varese) Massimo Seminara (Palermo) |
| Crono:   | Nicola Lacrimini (Città di Castello)                                       |

|                  |           |                               |
| Pernazza 26'12'’ | Marcatori | 7'05'’ Bettioli 39'22'’ Tampa |

##### Gara 3
| Arbitri: | Simone Zanfino (Agropoli) Emilio Romano (Nola) Pasquale Crocifoglio (Napoli) |
| Crono:   | Francesco Saverio Mancuso (Lamezia Terme)                                    |

|                                                                              |           |                        |
| Renatinha 13'04'’, 34'57'’, 39'48'’ Santos 17'08'’ Luciléia 19'01'’, 34'29'’ | Marcatori | 18'10'’, 23'32'’ Vanin |

### Classifica marcatori play-off
| Gol |  |  | Giocatore                | Squadra              |
| --- |  |  | ------------------------ | -------------------- |
| 11  |  |  | Renatinha                | Bitonto              |
| 8   |  |  | Nathalia Rozo            | Falconara            |
| 8   |  |  | Tampa                    | Tikitaka Francavilla |
| 7   |  |  | Federica Belli           | Montesilvano         |
| 7   |  |  | Brenda de Souza Bettioli | Tikitaka Francavilla |
| 6   |  |  | Luciléia                 | Bitonto              |
| 6   |  |  | Debora Vanin             | Tikitaka Francavilla |
| 4   |  |  | Sara Boutimah            | Montesilvano         |
| 4   |  |  | Carolina Cenedese        | Bitonto              |
| 4   |  |  | Erika Ferrara            | Falconara            |
| 4   |  |  | Nicoletta Mansueto       | Bitonto              |
| 4   |  |  | Diana Santos             | Bitonto              |
| 4   |  |  | Taty                     | Falconara            |
| 3   |  |  | Simone da Costa          | Kick Off             |
| 3   |  |  | Tainã Dos Santos         | Falconara            |

| Gol |  |  | Giocatore                  | Squadra              |
| --- |  |  | -------------------------- | -------------------- |
| 2   |  |  | Bianca Castagnaro          | Bitonto              |
| 2   |  |  | Rafaela Dal'maz            | Falconara            |
| 2   |  |  | Aline Elpidio              | Montesilvano         |
| 2   |  |  | Isabel De Outerio Pereira  | Falconara            |
| 2   |  |  | Constanza Vázquez          | Lazio                |
| 1   |  |  | Adrieli Bertè              | Tikitaka Francavilla |
| 1   |  |  | Luiza Bortolini            | Kick Off             |
| 1   |  |  | Arianna Bovo               | Kick Off             |
| 1   |  |  | Ersilia D'Incecco          | Montesilvano         |
| 1   |  |  | Beita Fernandez De La Vega | Lazio                |
| 1   |  |  | Alessia Grieco             | Lazio                |
| 1   |  |  | Chiara Pernazza            | Bitonto              |
| 1   |  |  | Silvia Praticò             | Falconara            |
| 1   |  |  | Valentina Siclari          | Lazio                |
| 1   |  |  | Ana Soldevilla             | Montesilvano         |
| 1   |  |  | Jessica Troiano            | V.I.P.               |
| 1   |  |  | Gaby Vanelli               | Kick Off             |

## Play-out

### Formula
Le squadre che hanno concluso il campionato al terzultimo e al quartultimo posto si affronteranno in un doppio spareggio (andata e ritorno, la prima partita giocata in casa della terzultima classificata) per determinare la terza squadra a retrocedere in Serie A2. Al termine della gara di ritorno sarà dichiarata vincente la squadra che nelle due partite avrà segnato il maggior numero di gol. Nel caso di parità gli arbitri della gara di ritorno faranno disputare due tempi supplementari di 5 minuti ciascuno. Qualora anche al termine di questi le squadre fossero ancora in parità sarà considerata vincente la squadra in migliore posizione di classifica al termine della stagione regolare. Il play-out non sarebbe stato disputato qualora tra le due squadre fosse presente un distacco in classifica maggiore o uguale a 8 punti: in tal caso sarebbe retrocessa direttamente la squadra terzultima classificata.

### Risultati

#### Andata
| Arbitri: | Saverio Carone (Bari) Vincenzo Cannistrà (Catanzaro) |
| Crono:   | Giovanni Losacco (Bari)                              |

|                 |           |  |
| Braccia 19'57'’ | Marcatori |  |

#### Ritorno
| Arbitri: | Nicola Lacrimini (Città di Castello) Giovanni Losacco (Bari) |
| Crono:   | Fabio Pozzobon (Treviso)                                     |

| |           |                                                                           |
| Bisognin 6'32'’ Moreira 17'05'’ (aut.) Pomposelli 20'42'’, 32'47'’, 36'26'’ Püttow 33'14'’ Exana 38'47'’ | Marcatori | 6'15'’ Matijevic 10'55'’ Ziero 14'22'’, 26'14'’ Ribeirete 16'50'’ Moreira |

## Supercoppa italiana
La 17ª edizione della Supercoppa è stata contesa tra Falconara, vincitrice del campionato e della coppa Italia, e Real Statte, finalista di coppa Italia il 10 dicembre presso il PalaCesaroni di Genzano di Roma.
| Arbitri: | Martina Piccolo (Padova) Simone Zanfino (Agropoli) Fabio Pozzobon (Treviso) |
| Crono:   | Angelo Bottini (Roma 1)                                                     |

| |            | |
| Taty 4'18'’ Ferrara 4'36'’ Dal'maz 19'32'’, 27'36'’, 36'56'’, 38'34'’ | Marcatori  | 21'28'’ Nona |
| Angelica Dibiase Taty Isa Pereira Erika Ferrara Rafaela Dal'maz Giorgia Scoponi Silvia Praticò Nathalia Rozo Alice Sabbatini Giorgia Pirro Taina dos Santos Anthea Polloni | Formazioni | · Valentina Margarito · Corin Pascual · Valeria Schmidt · Nona Navarro Saez · Bruna Marcon · Matilde Russo · Carmen Gutierrez · Patrizia Convertino · Floriana Marangione · Alessia Discaro · Roberta Bergamotta · Roberta Linzalone |
| Massimiliano Neri | Allenatori | Tony Marzella |